# The Primal Lure
Pour plus de détails, voir Fiche technique et Distribution.
The Primal Lure est un film américain muet réalisé par William S. Hart et sorti en 1916.

## Synopsis
Angus McConnell, chef du poste de traite de la Compagnie de la Baie d'Hudson, arrête Lois Le Moyne pour cambriolage, alors qu'en fait elle était entrée dans le poste pour lui offrir des mocassins. Plus tard, l'inspecteur de la compagnie Richard Sylvester arrive au poste et tombe immédiatement amoureux de Lois. En conséquence, il licencie Angus et libère Lois dans l'intention de l'épouser. Avant le mariage, une épidémie se déclare dans la région et Richard, de peur, s'enfuit. Les indiens, dans le but d'offrir un sacrifice humain pour calmer les dieux, attaquent le poste. Angus offre sa vie, mais avant qu'il soit mis sur le bûcher, une tempête éclate, et les indiens la considèrent comme un ordre des dieux de battre en retraite. Angus, libéré, réalise les sentiments qu'il a pour Lois et l'épouse.

## Fiche technique
- Titre original : The Primal Lure
- Réalisation : William S. Hart
- Scénario : J. G. Hawks, d'après le roman The Primal Lure: A Romance of Fort Lu Cerne de Vingie E. Roe
- Photographie : Joseph H. August
- Production : Thomas H. Ince
- Sociétés de production : Triangle Film Corporation, New York Motion Picture
- Société de distribution : Triangle Distributing Corporation
- Pays de production :  États-Unis
- Langue originale : anglais
- Format : noir et blanc — 35 mm — 1,37:1 — Film muet
- Genre : Western
- Durée : 50 minutes - 5 bobines
- Date de sortie : États-Unis : 7 mai 1916

## Distribution
- William S. Hart : Angus McConnell
- Margery Wilson : Lois Le Moyne
- Robert McKim : Richard Sylvester
- Jerome Storm : Pierre Vernaisse
- Joe Goodboy : le chef indien

## Production
- Le film a été tourné de décembre 1915 à février 1916, pour un budget de 18 968,55 $[1]